# Vagon
 Ovo je glavno značenje pojma Vagon. Za mjernu jedinicu pogledajte vagon (mjerna jedinica).
Vagon je željezničko vučeno vozilo bez svog pogona, namijenjeno prijevozu putnika i roba (tereta), a vuku ih lokomotive (vučna vozila).
Prema osnovnoj podjeli vagone dijelimo na:
- putničke vagone - namijenjeni su prijevozu putnika
- teretne vagone - namijenjeni su prijevozu roba (tereta)
- vagoni za posebne namjene - npr. vagoni za grijanje
- vagoni za potrebe željeznice - namijenjeni su ispitivanju pruga, izgradnju pruga itd.

## Vanjske poveznice
- Vagon Hrvatska tehnička enciklopedija, portal hrvatske tehničke baštine. LZMK